# Congresso Nazionale Indiano
Il Congresso Nazionale Indiano (in inglese Indian National Congress, INC) è un partito politico indiano secolarista. Fu fondato nel 1885 da Allan Octavian Hume, Dadabhai Naoroji e Sir Dinshaw Edulji Wacha, e divenne ben presto il riferimento politico nazionale del movimento d'indipendenza indiano, con più di 15 milioni di indiani attivi nelle sue organizzazioni e più di 70 milioni aderenti alla sua lotta contro l'imperialismo britannico. Dopo l'indipendenza del paese divenne il partito politico dominante, e la sua egemonia di consensi è stata insidiata seriamente dagli altri partiti solo dalla fine del ventesimo secolo, soprattutto dal Partito del Popolo Indiano (BJP). Il partito è a capo della coalizione (l'Alleanza Progressista Unita) che ha governato il Paese fino al 12 maggio 2014, quando il BJP ha vinto le elezioni portando al governo Narendra Modi.
Il 28 gennaio 2007 la presidente del partito Sonia Gandhi, incontrando a Nuova Delhi il presidente dell'Internazionale Socialista, Giōrgos Papandreou, ha chiesto l'ammissione del Partito del Congresso come membro a pieno titolo della famiglia socialista internazionale.
Dal 26 ottobre 2022 il presidente del partito è Mallikarjun Kharge.

## Storia
La storia dell'INC si divide in tre fasi distinte:
- La fase pre-indipendenza
- La fase post-indipendenza
- La fase post-Indira Gandhi

### La fase pre-indipendenza
Fondato nel 1885 con l'obiettivo di ottenere una maggiore partecipazione del ceto agiato e dotato di istruzione della società indiana all'interno del governo, l'INC non manifestò inizialmente alcuna opposizione al dominio coloniale inglese. Il primo congresso del partito, tenutosi a Bombay fu organizzato da personalità di spicco della comunità indiana, compreso lo scozzese membro della Società Teosofica Allan Octavian Hume, e con il saluto e l'approvazione ufficiale dell'allora viceré britannico Lord Dufferin. Fu eletto Presidente del partito un altro fondatore storico, Womesh Chandra Bonerjee.
In realtà il primo congresso dell'INC si sarebbe dovuto tenere a Pune, ma fu necessario scegliere una nuova sede a causa dello scoppio di una terribile epidemia. Fu così che la prima sessione del congresso si tenne dal 28 al 31 dicembre del 1885 alla presenza di 72 delegati.
Con il trascorrere di pochi anni, tuttavia, la linea iniziale di non opposizione al dominio coloniale britannico mutò bruscamente con una forte opposizione al governo e con l'inserimento all'interno del movimento d'indipendenza indiano. A partire da questo momento si crearono due posizioni, quella del Garam Dal o degli estremisti, capitanata dal nazionalista indiano Bal Gangadhar Tilak, e quella del Naram Dal o dei moderati, capitanata dal leader politico Gopal Krishna Gokhale. Sotto la guida di quest'ultimo, l'INC divenne il primo grande movimento di massa in India contro il governo britannico, e contava fra le sue file diversi milioni di sostenitori ed appartenenti.
A quel tempo il partito divenne la fucina dove si forgiarono i più importanti ed i più grandi personaggi politici dell'epoca, quali Bal Gangadhar Tilak, Bipin Chandra Pal, Lala Lajpat Rai e Mohammad Ali Jinnah (quest'ultimo leader della Lega Musulmana Panindiana e personaggio fondamentale per la creazione dello stato del Pakistan); tutti questi personaggi gravitarono intorno al personaggio icona di quel periodo: Dadabhai Naoroji, capo politico della Associazione Nazionale Indiana (una formazione politica indipendentista) e il primo membro indiano ad entrare nella Camera dei Comuni.
Con l'assunzione della direzione da parte di Gandhi, il Congresso divenne un movimento sempre più importante. Già nel 1920 Gandhi era riuscito a creare un'alleanza con il Movimento Khalifat (favorevole alla difesa dell'Impero ottomano), primo passo per una più ampia alleanza tra indù e musulmani in funzione anti-britannica.
Da quel momento poi le iniziative si moltiplicarono e il Congresso divenne il punto di riferimento della lotta anticoloniale indiana.